# The March Violets
The March Violets is een postpunk-gothicband.

## Geschiedenis
De groep werd in 1981 opgericht door studenten van Leeds University. De band maakte gebruik van een drumcomputer  en zowel mannelijke als vrouwelijke zang. Tussen 1982 en 1984 behaalden zeven singles van de groep de UK Indie Chart, waarvan een de eerste plaats en twee de tweede. De band stopte in 1987. Gitarist Tom Ashton werd lid van Clan of Xymox en zangeres Rosie Garland werd dichteres en treedt op onder de naam Rosie Lugosi. Zanger Simon "Detroit" Denbigh richtte in 1984 de groep The Batfish Boys op. Die groep bestond tot 1990.

### Reünie en comeback
Op 8 oktober 2007 deed de groep een reünie-optreden maar een hervatting van de activiteiten werd uitgesteld omdat Garland werd behandeld voor keelkanker. Sinds 2010 treedt de groep weer op. Ook werd nieuw materiaal opgenomen.

## Discografie

### Singles enep's
- Religious as Hell 7" (1982, Merciful Release)
- Grooving in Green 7" (1982, Merciful Release)
- Crow Baby 7"/12" (1983, Rebirth)
- Snake Dance 7"/12" (1984, Rebirth)
- Walk into the Sun 7"/12" (1984, Rebirth)
- Deep 7"/12" (1985, Rebirth)
- Turn to the Sky 7"/12" (1986, Rebirth)
- Trinity EP cd-ep (2007, eigen beheer)
- Love Will Kill You cd-ep (2011, eigen beheer)

### Albums
- 1984: Natural History
- 1985: Electric Shades
- 1993: Botanic Verses
- 2013: Made Glorious
- 2015: Mortality